# Metodija Spasovski
Metodija Spasovski (mazedonisch Методија Спасовски, serbokroatisch Metodije Spasovski; * 4. Februar 1946 in Skopje) ist ein ehemaliger jugoslawischer Fußballspieler und Trainer.

## Karriere

### Spieler

#### Verein
Metodija Spasovski wechselte 1974 von Vardar Skopje zum 1. FC Saarbrücken in die 2. Bundesliga. Mit den Saarländern stieg er in der Saison 1975/76 in die Bundesliga auf. In der Saison 1976/77 bestritt er am 2. Spieltag gegen Borussia Dortmund sein erstes von neun Bundesligaspielen. Die Spielzeit 1977/78 verbrachte er wieder bei seinem Heimatverein und beendete dann seine aktive Karriere.

#### Nationalmannschaft
Von 1968 bis 1969 gehörte er der Jugoslawischen Fußballnationalmannschaft an, für die er in drei Spielen drei Tore erzielte, zwei davon im Spiel gegen Belgien am 19. Oktober 1969 in der Qualifikation zur Fußball-Weltmeisterschaft 1970.

### Trainer
In der Spielzeit 1988/89 war er Trainer von Erstligist Vardar Skopje und erreichte mit der Mannschaft den 9. Platz.